# チュフブ村
チェフブ村(ゾンカ語: ཆུ་སྦུག་)は、ブータンのプナカ県のゲオク(村)のひとつである。